# Ігнатьєв Борис Петрович
Бори́с Петро́вич Ігна́тьєв (нар. 5 грудня 1940, Москва, СРСР) — колишній радянський футболіст, радянський та російський футбольний тренер. Майстер спорту (1963). Заслужений тренер РРФСР (1978).

## Життєпис

### Кар'єра гравця
Таїнства футболу Ігнатьєв почав осягати у рідному дворі на Неглинній, що знаходилася навпроти Сандуновських лазень, куди наступного дня після матчу часто заходили видатні радянські футболісти кінця 40-х — початку 50-х, які без сумнівів були кумирами місцевих дітлахів. Тож із самого дитинства Борис щиро любив футбол і намагався віддати цій грі якомогу більше власного часу.
Серйозно ж займатися «грою № 1» Ігнатьєв почав у юнацькій школі московського «Спартака», однак пробитися хоча б до дубля «народної команди» не вдалося і молодий півзахисник перейшов до резервного складу «Динамо» (Москва). За словами самого Ігнатьєва, щоб закріпитися у одному з провідних клубів країни, йому не вистачало фізики і, після нетривалого перебування у «Динамо», він перейшов до іжевського «Зеніта».
Якщо розглядати кар'єру Ігнатьєва в цілому, то напевно варто відилити лише один період — перебування у стані клубу «Волга» з міста Горький. Саме з цією командою він, як гравець, досяг найбільшого успіху, отримавши путівку до першої групи класу «А» (аналог вищої ліги) та зігравши там 7 матчів у чемпіонаті 1964 року.
Після «Волги» більше ніж на сезон Борис Петрович затримався лише у Махачкалі, де виступав за місцеве «Динамо». А вояжі у Жуковський, Цілиноград та Уфу тривали не більше сезону.
Коли Ігнатьєву виповнилося 32 роки, він завершив кар'єру гравця.

### Кар'єра тренера
Ще будучи гравцем, Ігнатьєв чітко уявляв собі, що іншого майбутнього, окрім тренерської справи, він не матиме. Тому постійно конспектував усі тренерські настанови, аналізував слова керманичів та думав, як би він сам чинив у такій ситуації. А у 27 років відніс документи до вищої школи тренерів, хоча відіграв за команди майстрів потім ще п'ять років. У ВШТ йому пощастило займатися разом з таким видатним футболістом як Лев Яшин.
Першим досвідом на тренерському містку стала робота у володимирському «Торпедо», де Борис Петрович почав працювати у 1973 році. А вже через рік отримав посаду головного тренера цього клубу, на якій пропрацював до 1976.
Новим викликом для Ігнатьєва стала робота у юнацькій збірній СРСР, якій він присвятив аж 13 років. Під його керівництвом радянські юнаки перемогли на Чемпіонаті Європи у 1988 році. Проте, для досягнення цієї вершини було проведено немало роботи протягом усього періоду керування збірною. На той час був обраний доволі таки ефективний напрям по вдосконаленню навчання тренерів юнацьких команд країни, згідно з яким досвідом з колегами ділилися такі майстри тренерської справи, як Валерій Лобановський, а трохи раніше Костянтин Бєсков.
Після завершення роботи з молодими радянськими футболістами розпочався закордонний етап кар'єри Ігнатьєва. «Першою ластівкою» став клуб з Об'єднаних Арабських Еміратів. На початковому етапі роботи радянський тренер не мав навіть перекладача, тож доводилося показувати «на пальцях» та використовувати шаблонні заготовки англійських виразів, завбачливо підготованих ще в СРСР.

Вже через рік Ігнатьєв повернувся до СРСР для того, щоб знову його залишити. Він отримав запрошення очолити олімпійську збірну Іраку, яку на той час контролював син Саддама Хуссейна. Справи йшли добре і робота приносила задоволення, проте всі карти зплутала війна у Перській затоці, через яку радянські спеціалісти повернулися на батьківщину.
Після повернення Борис Петрович знову повернувся до звичної справи — тренування збірних команд. З 1991 року по 1996 він пройшов шлях від тренера олімпійської команди до наставника національної збірної Росії. А через два роки був змушений залишити пост керманича головної команди країни, через те, що не витримав зливи критики, яка лилася на нього з преси після кількох не досить вдалих результатів.
Пробувши декілька місяців без роботи, Ігнатьєв прийняв пропозицію московського клубу «Торпедо-ЗІЛ», що виступав на той час у першій лізі. Задача була лише одна — вихід до «вишки». І слід відзначити, що воправся з нею колектив під проводом Ігнатьєва «на відмінно». Однак, далі щось не склалося у стосунках з керівництвом, яке не змогло забезпечити належні умови для успішного виступу у класі найсильніших, а тут якраз стала у нагоді пропозицію від китайського клубу.
Через десять років після свого останнього вояжа закордон Борис Петрович знову узяв під опіку іноземний клуб. На той час у Китаї був справжній футбольний бум і чемпіонат обіцяв бути доволі таки цікавим. Проте складність у роботі з китайськими гравцями полягала у тому, що вони були більш спрямовані на індивідуальні дії, а ось з командними функціями було значно важче.
Знову повернувшись до Росії Ігнатьєв певний час виконував не дуже звичні для себе ролі. Спочатку був тренером-консультантом у владикавказькій «Аланії», а трохи згодом обійняв посаду спортивного директора московського «Локомотива», який на той час тренував Юрій Сьомін. До речі, з Юрієм Павловичем Ігнатьєв потоваришував ще під час спільної роботи у збірній Росії на посадах помічників Павла Садиріна.
До тренерської роботи повернувся аж у лютому 2004 року, очолиши підмосковний «Сатурн», проте протримався на цій посаді лише 9 місяців.
З кінця 2005 до серпня 2006 року обіймав посаду спортивного директора московського «Динамо», в той час як Юрій Сьомін став головним тренером цього клубу.
І знову підмосковне Раменське, і знову місцевий «Сатурн». Старшим тренером цієї команди Ігнатьєв пробув аж до того часу, поки Сьомін не запросив його до свого тренерського штабу у київське «Динамо». У обов'язки Бориса Петровича у новій команді входила робота з молоддю та перегляд ігор і спостереження за гравцями резервних команд київського клубу. Всього за два неповних сезони Сьомін, не без допомоги Ігнатьєва, зміг вивести команду з психологічної та ігрової ями, наслідком чого стало «золото» сезону 2008/09 та пів-фінал Кубку УЕФА 2008/09.
Однак, під час літнього міжсезоння, контракт Сьоміна з «Динамо» було розірвано через бажання Юрія Павловича очолити рідний «Локомотив». Разом з ним до Москви відбув і Борис Ігнатьєв. Справи у «залізничників» на той час йшли не найкращим чином, проте суттєво змінити щось Сьоміну з Ігнатьєвим не вдалося. Команда за два сезони не піднялася вище четвертого місця, до того ж зазнала нищівного провалу у Лізі Європи. Президент клубу Ольга Смородська все частіше почала провокувати конфлікти у які втягувала головного тренера і врешті-решт змусила Юрія Сьоміна піти з клубу. Разом з ним «Локомотив» залишив і Борис Ігнатьєв.
23 грудня 2010 року Ігнатьєв уклав новий контракт з київським «Динамо», поповнивши тренерський штаб Юрія Сьоміна, що повернувся до Києва на запрошення Ігора Суркіса.

## Досягнення та нагороди
Здобутки на тренерському містку
- Чемпіон Європи (U-18): 1988

Державні нагороди
- Орден Дружби Російської Федерації (1997)

## Сім'я
Борис Ігнатьєв одружився у 1963 році під час виступів у «Волзі». Син Геннадій грав у ФШМ «Торпедо», проте вирішив пов'язати свою долю зі збройними силами. Отримав звання майора і виїхав до Німеччини, де одружився з громадянкою цієї країни, етнічною полькою. Має двох синів (онуків Бориса Ігнатьєва) на ім'я Каміл та Олександр. Каміл займався у футбольній школі «Штутгарта».